# Заводской (Кемеровская область)
Заводской — бывший рабочий посёлок в подчинении Новокузнецкого горсовета Кемеровской области, ныне в составе Заводского района города Новокузнецка.

## География
Посёлок располагался у Западно-Сибирского металлургического комбината.

## История
Решением Сталинского областного исполнительного комитета № 198 от 2 апреля 1959 г. посёлок строителей Западно-Сибирского металлургического завода (Антоновская площадка) отнесен к категории рабочих поселков, с присвоением наименования Заводской. В состав вновь образованного посёлка были включены населённые пункты Телеуты, Бызово, Антоновская площадка и центральная усадьба совхоза «Сталинец» Сидоровского сельсовета. Заводской поселковый совет административно был подчинен Сталинскому горсовету.
Решением ОИК от 9 октября 1962 г. включен в городскую черту г. Новокузнецка.

## Население
По переписи 1959 года в посёлке проживало 5271 человек, в том числе 2523 мужчин и 2748 женщин.